# Judaísmo
El término judaísmo se refiere a la religión, tradición y cultura del pueblo judío. Históricamente, es la más antigua de las tres principales religiones abrahámicas, grupo que tiene como base e incluye el cristianismo y el islam, originadas en Medio Oriente y tiene la tradición espiritual identificada con Abraham. Cuenta con el menor número de fieles entre ellas.
Aunque no existe un cuerpo único que sistematice y fije el contenido dogmático del judaísmo, su práctica se basa en las enseñanzas de la Torá, también llamada Pentateuco, compuesto por cinco libros. A su vez, la Torá o el Pentateuco es uno de los tres libros que conforman el Tanaj (o Antiguo Testamento), a los que se atribuye inspiración divina.
En la práctica religiosa ortodoxa, la tradición oral también desempeña un papel importante. Según las creencias, fue entregada a Moisés junto con la Torá y conservada desde su época y la de los profetas. La tradición oral rige la interpretación del texto bíblico, la codificación y el comentario. Esta tradición oral fue transcrita, dando nacimiento a la Mishná, que posteriormente sería la base del Talmud y de un enorme cuerpo exegético, desarrollado hasta el día de hoy por los estudiosos. El compendio de las leyes extraídas de estos textos forma la ley judía o Halajá.
El rasgo principal de la fe judía es la creencia en un Dios omnisciente, omnipotente, personal y providente, que habría creado el universo y elegido al pueblo judío para revelarle la ley contenida en los Diez Mandamientos y las prescripciones rituales de los libros tercero y cuarto de la Torá. Consecuentemente, las normas derivadas de tales textos y de la tradición oral constituyen la guía de vida de los judíos, aunque su observancia varía mucho de unos grupos a otros.
Otra de las características del judaísmo que lo diferencia de las otras religiones monoteístas radica en que se considera no solo como una religión, sino también como una tradición, una cultura y una nación. Las otras religiones trascienden varias naciones y culturas, mientras que el judaísmo considera la religión y la cultura concebidas para un pueblo específico.
El judaísmo no exige de los no judíos unirse al pueblo judío ni adoptar su religión, aunque los conversos son reconocidos como judíos en todo el sentido de la palabra. De igual forma, el noajismo es reconocido por gran parte de las corrientes del judaísmo rabínico, como los ortodoxos, ultraortodoxos, conservadores (masortíes) y reformistas como un camino religioso paralelo para los no judíos.

## Terminología: hebreos, judíos, israelitas
Según la Tanaj, la tradición se remonta a Abraham, llamado «el primer hebreo» (del hebreo: עִבְרִי, ivrí: «el que viene del otro lado»), por haber venido a la tierra de Canaán desde Mesopotamia siguiendo el llamado de Dios (Génesis), hace unos 4000 años. Abraham es considerado patriarca por los tres principales credos monoteístas, por lo que a estos se los conoce también con el nombre de religiones abrahámicas.
En la Biblia, los judíos son denominados «hijos de Israel» (Éxodo; nótese la extensión en el significado entre el versículo 1 y el 7); y, más adelante, fueron llamados «el pueblo de Israel» o «israelitas». El nombre de Israel le fue otorgado al patriarca Jacob, nieto de Abraham, por el ángel con el que se trabó en lucha, quien al bendecirlo lo llamó Israel (del hebreo: יִשְׂרָאֵל, ‘que ha luchado con Dios’). El término «judío» aparece solo con posterioridad (Ester 2:5), y proviene del reino de Judá (del hebreo: יְהוּדָה, Yehudá, hijo de Jacob); reino que estaba formado por dos de las doce tribus del pueblo de Israel, las únicas remanentes luego de la escisión entre este reino y el de Israel y de la destrucción del último tras el exilio de las diez tribus que lo formaban a manos de Asiria, en el año 722 a. C.: «Yahveh, por tanto, se airó en gran manera contra Israel, y los quitó de delante de su rostro; y no quedó sino solo la tribu de Judá». (2 Reyes 17:18)

## Identidad judía:¿Quién es judío?

Israel es el país con mayor porcentaje de población judía en sus fronteras. Su propia esencia como Estado está íntimamente relacionada con el judaísmo.

La identidad judía no depende en primer lugar de la aceptación de creencias o del seguimiento de un modelo de vida determinado. Es tema de debate entre los religiosos, los filósofos y los sociólogos judíos sobre quién es considerado judío. Dentro de la religión judía, existen tres ramas principales que la conforman, y cada una de ellas tiene una versión propia de quien es reconocido como judío.
En primer lugar, el judaísmo ortodoxo defiende que la ley judía (halajá) establece que aquel que ha nacido de madre judía o ha realizado un proceso de conversión (guiur) conducido por un rabino, una comunidad judía (la sinagoga) y finalizado ante un beit din (tribunal judío) ortodoxo, es judío por definición.
En segundo lugar, el judaísmo conservador defiende los mismos puntos, con la particularidad de que los procesos de conversión aceptados son los realizados por la ortodoxia (proceso anteriormente citado) o por los beit din propios del judaísmo conservador.
En tercer lugar, los reformistas creen que son judíos aquellas personas que han nacido de padres judíos o se han convertido ante un beit din ortodoxo, conservador o ante un rabino reformista (cabe mencionar que cada rabino reformista tiene libertad para decidir cuando un prosélito pasa a ser judío). A este punto cabe añadir que los rabinos reformistas estadounidenses establecieron que los hijos de padre judío podían ser considerados como tales si recibían algún tipo de educación judía. Esto se debe a que un 57 % de los hombres judíos decidían casarse con mujeres gentiles.
Los judíos caraítas, citando prácticas del Tanaj, consideran judío a todo aquel que nazca de padre judío.
Por lo tanto, ser judío es una cuestión de ascendencia biológica o adopción espiritual, por medio de hacerse prosélito, descendientes biológicos o espiritualmente de los patriarcas Abraham, Isaac y Jacob. Según la halajá, una persona judía puede ser cristiana o musulmana sin perder su condición formal de judío, pero perdiendo los derechos religiosos y comunitarios como por ejemplo, el derecho a la sepultura en un cementerio judaico.
A pesar de todo esto, convertirse al judaísmo desde otra confesión (o ninguna) es posible, pues en el Talmud se menciona lo siguiente:

Los rabinos dicen: «Si alguien llega y quiere ser un converso, ellos le dicen: “¿Por qué quieres ser un converso? ¿Acaso no sabes que los judíos están hostigados, acosados, perseguidos y acorralados, y que numerosos problemas los aquejan?” Si contesta: “Lo sé, y no soy digno”, entonces lo reciben sin que sea necesario argumentar nada más».

Sin embargo, en la práctica será una tarea ardua y compleja, ya que la Torá debe ser seguida por toda la comunidad. Hubo una época en la que el cristianismo consideró una grave ofensa la conversión de sus fieles al judaísmo, y se defendían aludiendo a esta obligación argumentando que por ello no hay ningún tipo de provecho al convertirse al judaísmo ni motivo para fomentar la conversión.
Este punto es uno de los que más diferencia al judaísmo del cristianismo o del islam, pues a estas dos últimas religiones monoteístas cualquiera puede pertenecer con tan solo que profese y respete sus creencias.

## Para los no-judíos
La idea judía es que la Torá de Moisés es una verdad para toda la humanidad, ya sea judíos o no. La Torá como lo explica el Talmud, Sanedrín 58b presenta siete mitzvot que los no-judíos deben cumplir. Estas siete leyes son denominadas como Siete Leyes de Noé, ya que según el judaísmo todos los seres humanos son descendientes de Noé. El rabino Maimónides explica que cualquier ser humano que observa atentamente estas leyes gana un lugar en el Mundo Venidero (Olam Habá); adicionalmente a las leyes noájidas y sus explicaciones, se encuentran mencionadas en la Mishné Torá, en Sefer Shoftim (Libro de Jueces), y en la sección denominada Hilchot Melachim U'Milchamot («Las Leyes de los reyes y Guerras») 8:9-10:12. Algunos detalles de estas leyes también se pueden encontrar en la literatura de Midrash.En la actualidad quienes guardan estos mandamientos son denominados como Bnei Noaj (del hebreo: בני נח, ‘Hijos de Noé’) o noájidas.

## Fundamentos del judaísmo
Estos son algunos de los principios sobre los que se basa la religión judía o que la caracterizan.
- El judaísmo se basa en el Tanaj (lo que los cristianos llaman Antiguo Testamento), compendio de 24 libros que cuenta la historia del hombre y de los judíos, desde la Creación hasta la construcción del Segundo Templo, e incluye también preceptos religiosos, morales y jurídicos; filosofía, profecías y poesía, entre otros. Sus cinco primeros libros, en conjunto conocidos con el nombre de «la Torá» o «Pentateuco», son considerados escritos por inspiración divina y, por ende, sagrados, y su lectura pública en la sinagoga los días lunes, jueves y sábados forma parte fundamental del culto judío, lo que le ha valido al pueblo judío el nombre de «Pueblo del Libro».
- La Torá es la fuente primera de los siete preceptos morales básicos que obligan a todo ser humano como tal («Los siete preceptos de los hijos de Noé»; Génesis), y de los 613 preceptos religiosos que obligan a los judíos (613 mitzvot): 365 que imponen abstenerse de acción —uno por cada día del año— y 248 preceptos que obligan positivamente a hacer —uno por cada órgano del cuerpo—. Los preceptos bíblicos son comentados, explicados, ampliados e implementados por las diferentes exégesis que plasmaron por escrito las tradiciones orales: la Mishná y el conjunto en el que esta está incluida: el Talmud.
- Los preceptos jurídicos, éticos, morales y religiosos que emanan de la Torá, y que junto a su explicación de la Mishná conforman el corpus jurídico principal del judaísmo, el Talmud, son conocidos como la ley judía o Halajá (הֲלָכָה, ‘camino’), cuya fuente compilativa principal y reconocida por los judíos de todo el mundo —amén de una riquísima y amplia literatura halájica a lo largo de los siglos— es el libro medieval «Shulján Aruj» (שֻׂלְחָן עָרוּךְ, ‘la mesa servida’). Los mandamientos de la Halajá comandan el ciclo íntegro de la vida judía observante, desde la circuncisión al nacer (Génesis), pasando por la alimentación (la Cashrut, כַּשְׁרוּת, Levítico), la vida íntima (Levítico), la vestimenta (Levítico), y así todos los hitos principales de la vida del hombre, hasta su muerte.
- La plegaria más solemne de la religión judía, denominada Shemá Israel, plasma la esencia misma de la creencia monoteísta, aparece en el quinto y último libro de la Torá: «Oye, Israel, el señor es nuestro Dios, el señor es Uno» (שְׁמַע יִשְׂרָאֵל, ה' אֱלֹהֵינוּ, ה' אֶחָד; Shemá Israel, Adonai Eloheinu, Adonai Ejad Deuteronomio 6:4). Los creyentes la recitan dos veces por día, en las oraciones matutinas (שַׂחֲרִית, Shajarit) y de la noche (עַרְבִית, Arvit).
- El símbolo judío de nuestros días por excelencia es la estrella de David (מָגֶן דָוִד, Maguén David, «escudo de David», véase en la plantilla de arriba), llamado así por la creencia de que el rey David lo adoptó como símbolo de armas en su escudo de guerra y en el de sus soldados, aunque aparece con su significado actual muchísimo más tarde, hacia la Edad Media. El símbolo conocido más antiguo del judaísmo es el candelabro ritual de siete brazos (מְנוֹרָה, la Menorá), emplazado antiguamente en el Tabernáculo (Éxodo) y luego en el primer (1Reyes 7:49) y segundo Templo de Jerusalén.
- La vida judía se rige por un calendario basado en la combinación del ciclo mensual lunar y del año solar, cuyos orígenes se remontan a tiempos bíblicos, y por el cual se rigen las festividades y ritos de la religión hasta el día de hoy.

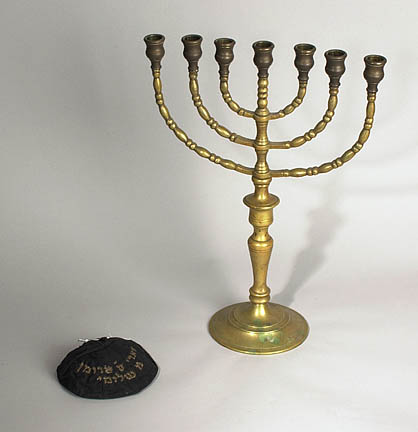
Kipá (solideo tradicional judío) y Menorá (candelabro ritual de siete brazos), dos de los más conocidos símbolos de la tradición judía.

- La festividad judía más venerada es el Shabat (del hebreo: שַׂבָּת, ‘reposo, cese de actividad’), considerado sagrado y superado, en solemnidad, solo por el Día del Perdón o Yom Kipur, precisamente llamado también «Sábado de sábados». Su relevancia en la vida judía es tal que está incluido entre los Diez Mandamientos, que se estiman palabra divina (Éxodo, Deuteronomio 5:12-15).
- El liderazgo de la comunidad judía tradicional está en manos del rabino, persona culta y docta en la Halajá que conduce a sus acólitos no solo en lo espiritual y religioso, celebrando el culto judío, sus festividades y celebraciones, sino que se gana el respeto de su grey como autoridad moral y líder comunitario, brindando consejo, solucionando problemas y dirimiendo todos los conflictos que pudiesen suscitarse entre sus miembros.
- El culto judío se celebra en el templo o sinagoga, que sirve asimismo de lugar de reunión y encuentro comunitario, para cuyo fin el rezo en público requiere de un mínimo de diez varones. La sinagoga sustituye en tal función al Templo de Jerusalén, destruido en el año 70 y lugar único de oración y peregrinación hasta su desaparición física. Del mismo modo, los sacrificios rituales que allí se efectuaban fueron reemplazados por sendas plegarias, que el judío piadoso eleva tres veces al día: al alba (שַׂחֲרִית, Shajarit), por la tarde (מִנְחָה, Minjá) y al anochecer (עַרְבִית, Arvit). En días festivos se agrega una cuarta a media mañana (מוּסָף, Musaf), y solo en Yom Kipur se cierra la celebración con una quinta plegaria (נְעִילָה, Ne'ilá).
- La religión y el pueblo judío consagraron desde siempre a la tierra de Israel, la tierra sagrada, como uno de sus ejes principales, ya desde sus mismos albores (Génesis), convirtiéndose esta en parte integral de la idiosincrasia judía: el mundo se divide entre la Tierra Santa y todo el resto, llamado diáspora. Así, las sinagogas de todo el mundo se construyen de cara a Israel; los rezos y festividades concuerdan con su clima y sus estaciones; gran parte de los preceptos pueden cumplirse solo al pisar su suelo, por nombrar algunos pocos. Dentro de la tierra de Israel ocupa Jerusalén un lugar único en la devoción judía, y dentro de la ciudad los restos del Templo de Salomón, el llamado «Muro de los Lamentos», es considerado el más sagrado de los sitios. Comparten con Jerusalén su condición de santidad, en menor medida, también las ciudades de Hebrón, Safed y Tiberíades.
- El pueblo judío se identificó desde un principio con la lengua hebrea, considerada «lengua sagrada» (לְשׁוֹן הַקּׁדֶשׁ, leshón hakódesh), en la que están escritas la Torá y la mayor parte de la literatura judía. Relegada a condición de lengua muerta durante siglos, reservada a la oración, a la literatura y a los textos jurídicos y teológicos, fue recuperada como lengua hablada y modernizada con el resurgir del sionismo y adoptada como lengua oficial del Estado de Israel.

## Historia

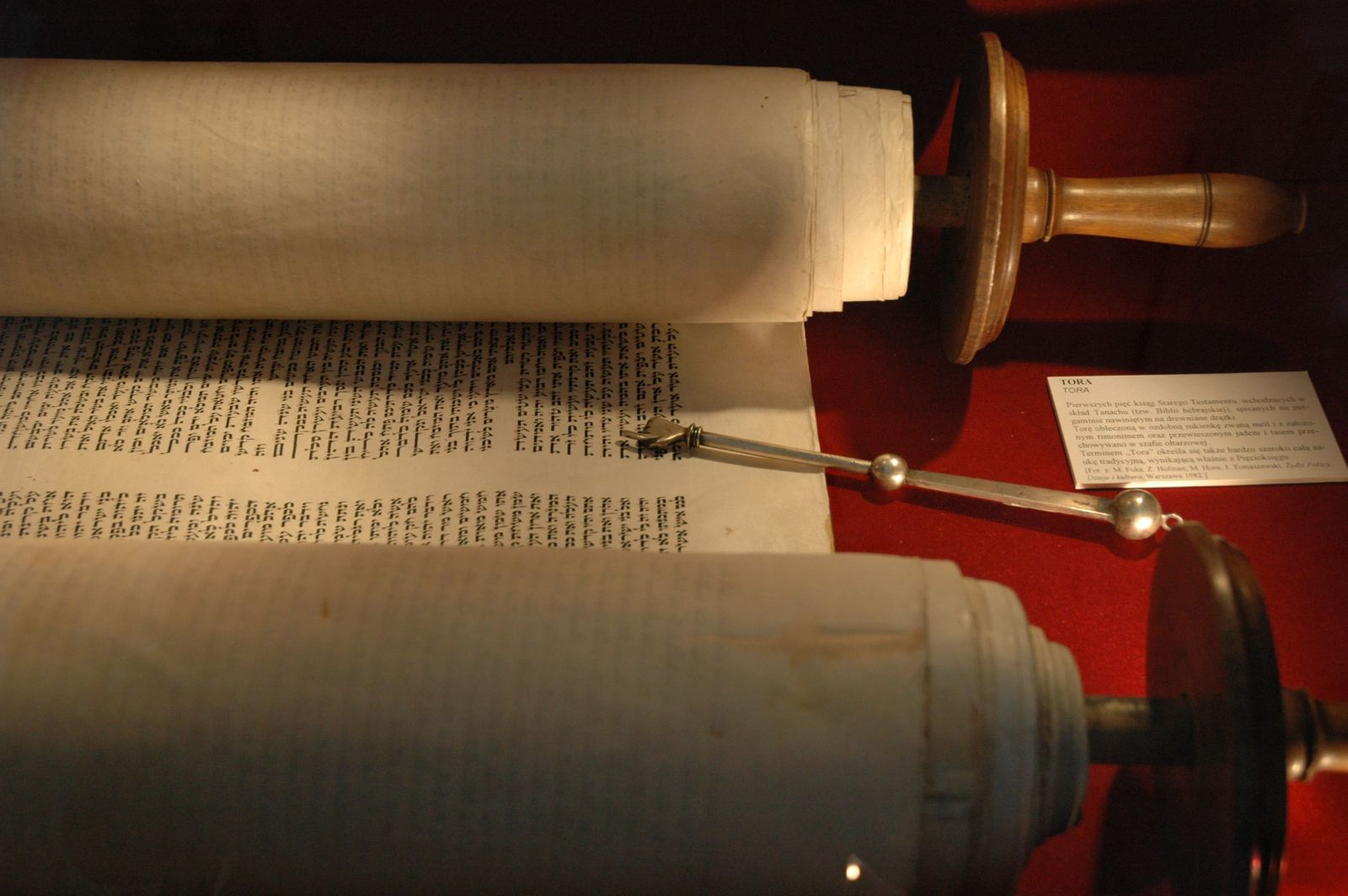
Los rollos de la Torá, abiertos para su lectura en público en la sinagoga.

El judaísmo remonta sus orígenes al pueblo de los antiguos Israel y Judá y a su relación con Dios, a quien se identifica en toda la tradición judía con el inefable nombre de YHWH. La Biblia hebrea, conocida por los judíos como Tanaj y por los cristianos como Antiguo Testamento, constituye la presentación fundamental de los orígenes y la historia primitiva del pueblo de Israel desde la creación del mundo hasta el periodo de restauración que siguió al exilio babilónico en 587/586 a. C.
En esencia, la Biblia hebrea (Tanaj) es una historia de la relación de los israelitas con Dios desde sus primeros tiempos hasta la construcción del Segundo Templo en Jerusalén (535 a. C.). Abraham es aclamado como el primer hebreo y el padre del pueblo judío. Como recompensa por su acto de fe en Dios, se le prometió que Isaac, su segundo hijo, heredaría la Tierra de Israel (entonces llamada Canaán). El hijo de Isaac, Jacob, fue rebautizado Israel para enfatizar su condición de antepasado epónimo de la nación de Israel cuando YHWH continuó la alianza con él (Génesis 35). Jacob a su vez engendró doce hijos y una hija con sus esposas: Rubén, Simeón, Judá, Leví, Isacar, Zabulón, Gad, Aser, Dan, Neftalí, José y Benjamín, que se convirtieron en los antepasados de las doce tribus que formaron la nación de Israel. Con el tiempo, la de Leví se convirtió en una tribu sacerdotal sin tierra propia, pero los hijos de José, Efraín y Manasés, fueron adoptados por Jacob para convertirse cada uno en el antepasado de una tribu de Israel en lugar de su padre (Génesis 48).
Posteriormente, los descendientes de Jacob, fueron esclavizados en Egipto, y Dios ordenó a Moisés que dirigiera el Éxodo de Egipto. En el monte Sinaí recibieron la Torá, los cinco libros de Moisés (también llamados Pentateuco). Estos libros, junto con los Nevi'im (Profetas) y los Ketuvim (escritos), se conocen como Torá Shebijtav o Torá escrita, en contraposición a la Torá oral. Con el tiempo, de acuerdo con la biblia, Dios los condujo de vuelta a la tierra de Israel, y tras su conquista y división entre las tribus remanentes de Israel, el tabernáculo (donde se preservaba el Arca de la Alianza y se custodiaban las reliquias del Éxodo, es decir, las Tablas de la Ley, la vara de Aarón y el maná) fue trasladado a Silo en territorio efraimita (región de la tribu de Josué) para evitar disputas entre las tribus vecinas (Josué 18:1; Josué 19:51; Josué 22:9; Salmos 78:60). Permaneció allí durante el período de 300 a 350 años de los jueces bíblicos (1 Reyes 6:1; Hechos 13:20),para reunir a la nación contra los enemigos que la atacaban.
Según el Tanaj, con el paso del tiempo, el nivel espiritual de la nación decayó hasta el punto de que Dios permitió que los filisteos capturaran el tabernáculo. El pueblo de Israel le dijo entonces al profeta Samuel que necesitaban ser gobernados por un rey permanente, y Samuel nombró a Saúl como rey. Cuando el pueblo presionó a Saúl para que desobedeciera una orden que le había dado Samuel, Dios le dijo que nombrara a David en su lugar. De acuerdo con la Biblia hebrea (Tanaj), bajo el reinado de Saúl se estableció una monarquía unida, que continuó bajo los reyes David y Salomón, con capital en Jerusalén. Tras derrotar a los filisteos, David capturó la ciudad de Jerusalén y la convirtió en su capital (2 Samuel 5). Llevó a Jerusalén el arca de la alianza, estableciendo así la ciudad como el centro sagrado de Israel para el culto a YHWH (2 Samuel 6). Dios prometió a David una dinastía eterna en Jerusalén, y el hijo de David, Salomón, construyó más tarde el Templo de Jerusalén para albergar el arca de la alianza y para que sirviera como santuario central de la nación de Israel (1 Reyes 6-8). De acuerdo con el relato bíblico, a este punto las doce tribus quedaron unidas bajo el gobierno del monarca elegido por Dios, la nación estaba a salvo de amenazas y el Templo de Jerusalén servía como centro de culto para todo el pueblo.
Las leyes religiosas de la Biblia hebrea hacen hincapié en el Templo como centro sagrado del Estado israelita y de la creación en general. El Templo también establecía y mantenía la relación entre Dios y el pueblo de Israel a través de un sistema de festivales en el que era central el Sabbat semanal, además de tres fiestas principales de peregrinación (en hebreo: שלוש רגלים‎, romanizado: Shalosh Regalim), Pésaj (Pascua), Shavuot (Semanas), y Sucot (Cabañas o Tabernáculos), en las que todos los hombres israelitas debían acudir al Templo a presentar las primicias de sus cosechas estacionales y los primogénitos de sus rebaños y manadas. Como señala Sweeney, estos festivales solidificaron la identidad del pueblo de Israel y además brindaban una forma de que el Templo recolectara el diezmo de las cosechas y ganado de la tierra, a su vez apoyando al Estado.El Templo era también la fuente de leyes sagradas (p. ej., cómo celebrar los festivales y qué sacrificios debían hacerse en cada uno, o la conducta de los sacerdotes) así como leyes que regían la vida social del pueblo, por ejemplo, relativas a cuestiones de asesinato o lesiones personales, transferencia de propiedad, matrimonio, deudas, herencias, etc.
Tras el reinado de Salomón, la nación se dividió en dos reinos, el Reino de Israel (en el norte) y el Reino de Judá (en el sur). El Reino de Israel fue destruido alrededor del año 720 a. C., cuando fue conquistado por el Imperio neoasirio,y muchos de sus habitantes fueron llevados cautivos desde la capital, Samaria, a Media y al valle del río Jabur. El Reino de Judá continuó como un estado independiente hasta que fue conquistado por Nabucodonosor II del Imperio neobabilónico en el 586 a. C. Los babilonios destruyeron Jerusalén y el Primer Templo, que era el centro del antiguo culto judío. Los habitantes del reino de Judá fueron exiliados a Babilonia, en lo que se considera la primera diáspora judía.
Según Sweeney, las invasiones asirias y babilónicas plantearon un desafío para la religión israelita, ya que apuntaban a la posibilidad de que Dios no iba a proteger más al pueblo de Israel, lo que llevó a una reconceptualización de los principios de la religión israelita por parte de los Profetas, que comenzaron a argumentar que las invasiones representaban un castigo impuesto por Dios al pueblo por no haber respetado las los términos de la relación entre ellos y Dios.
Posteriormente, muchos de los exiliados regresaron a su patria tras la posterior conquista de Babilonia por el Imperio persa aqueménida setenta años después, acontecimiento conocido como el Retorno a Sion (en hebreo: שִׁיבָת צִיּוֹן or שבי ציון‎, romanizado: Shivat Tzion o Shavei Tzion). Se construyó un Segundo Templo y se reanudaron las antiguas prácticas religiosas. Durante los primeros años de este judaísmo del Segundo Templo, la máxima autoridad religiosa era un consejo conocido como la Gran Asamblea, dirigido por Esdras el Escriba. Entre otros logros de la Gran Asamblea, en esta época se escribieron los últimos libros de la biblia y se selló el canon bíblico.
El final del periodo persa se fecha convencionalmente a partir de la conquista de la costa mediterránea por Alejandro Magno en los años 333-332 a. C. Su imperio se desintegró tras su muerte, y Judea, incluida Jerusalén, quedó en manos de los Ptolomeos, descendientes de uno de los generales de Alejandro que gobernaban Egipto. Durante este tiempo, la vida judía, tanto en Judea como en la diáspora en países al oeste del Levante, estuvo influida por la cultura y la lengua del helenismo. La mezcla con elementos helénicos resultó en el llamado judaísmo helenístico, que se extendió al Egipto ptolemaico a partir del siglo III a. C., y cuya creación provocó una amplia controversia en las comunidades judías, iniciando «conflictos dentro de las comunidades judías sobre la acomodación a las culturas de potencias ocupantes».El principal producto literario del contacto entre el judaísmo del Segundo Templo y la cultura helenística es la Septuaginta, una traducción de la Biblia hebrea del hebreo bíblico y el arameo bíblico al griego koiné, concretamente al griego koiné judío.
Según académicos críticos, la Torá se compone de textos incoherentes editados juntos de forma que llaman la atención sobre versiones divergentes. Varios de estos académicos, como Martin Rose o John Bright, sugieren que durante el período del Primer Templo el pueblo de Israel creía que cada nación tenía su propio dios, pero que su dios era superior a otros dioses. Algunos sugieren que el monoteísmo estricto del judaísmo se desarrolló durante el exilio babilónico, quizá como reacción al dualismo zoroástrico. Según este punto de vista, fue sólo en el período helénico cuando la mayoría de los judíos llegaron a creer que su dios era el único dios y cuando se formó la noción de una nación judía claramente delimitada e idéntica a la religión judía. El académico John Day sostiene que los orígenes del Yahweh bíblico, El, Asherah y Baal, pueden tener sus raíces en la religión cananea anterior, que se centraba en un panteón de dioses muy similar al panteón griego.
En el año 200 a. C., Israel y Judea fueron tomadas por los seléucidas, descendientes de otro general griego que gobernaba Siria. Alrededor del año 167 a. C., por razones que aún se desconocen, el rey seléucida Antíoco IV Epífanes intentó suprimir el culto judío, lo que provocó una revuelta judía (la Revuelta de los macabeos) que acabó con el control griego sobre Jerusalén. Los sucesores directos de los macabeos, la dinastía asmonea, establecieron un poderoso reino en Judea y las regiones circundantes, gobernando de forma semiautónoma en el Imperio seléucida, y desde aproximadamente el 110 a. C., con la desintegración del imperio, Judea adquirió mayor autonomía y se expandió a las regiones vecinas de Perea, Samaria, Idumea, Galilea e Iturea. Ejércitos de la República Romana intervinieron en la Guerra civil asmonea en el 63 a. C. y convirtieron al reino en un estado cliente, marcando el declive de la dinastía asmonea. En el siglo I a. C.. los romanos sustituyeron a los asmoneos primero por su protegido Herodes el Grande y, a la muerte de Herodes en el año 6 d. C., convirtieron Judea en una provincia bajo el dominio directo de Roma.
Los elevados impuestos y la insensibilidad hacia la religión judía provocaron una revuelta, la primera guerra judeo-romana (66-73 d. C.), durante la cual los romanos saquearon Jerusalén y destruyeron el Segundo Templo. Más tarde, el emperador romano Adriano construyó un ídolo pagano en el Monte del Templo y prohibió la circuncisión; estos actos de etnocidio provocaron la revuelta de Bar Kojbá (132-136 d. C.), tras la cual los romanos prohibieron el estudio de la Torá y la celebración de las fiestas judías, y expulsaron por la fuerza a prácticamente todos los judíos de Judea. Muchos habitantes judíos son vendidos como esclavos y esparcidos por los confines del Imperio romano, proceso que se conoce como la diáspora. La historia de Masada demuestra el arrojo de los soldados judíos de la época. Numerosas comunidades judías florecieron en el Imperio sasánida y en el Imperio romano. En el año 200 d. C., los judíos obtuvieron la ciudadanía romana y el judaísmo fue reconocido como religio licita («religión legítima») hasta el surgimiento del gnosticismo y el cristianismo primitivo en el siglo IV.
Antes de la destrucción del Segundo Templo en el 70 d. C., el judaísmo estaba dividido en facciones antagonistas. Las principales eran los Fariseos, los Saduceos y los Zelotes, pero había también otras sectas menos influyentes. Con todo, el judaísmo tenía a rasgos muy generales dos formas principales: la religión judía de la Tierra de Israel (más exactamente de Judea) centrado en el Templo de Jerusalén y asociado particularmente con los Saduceos, y el judaísmo de la diáspora que estaba más centrado en las Sagradas Escrituras (en tanto estaban lejos del Templo). Tales divisiones, además de las divisiones respecto a la helenización del judaísmo llevaron a bastantes debates.
Tras la destrucción de Jerusalén y la expulsión de los judíos, el culto judío dejó de estar organizado centralmente en torno al Templo, la oración sustituyó a los sacrificios y el culto se reconstruyó en torno a la comunidad (representada por un mínimo de diez hombres adultos) y al establecimiento de la autoridad de los rabinos, que actuaban como maestros y líderes de comunidades individuales.Como resultado de la destrucción del Templo, el judaísmo centrado en el culto en el Templo desapareció, y el judaísmo rabínico se convirtió en la forma predominante. Este movimiento rabínico transformó al judaísmo en una religión profundamente centrada en la biblia hebrea, pero además enfatizó la teología de la Torá dual,según la cual Dios reveló la Torá a Moisés en dos partes bien definidas: una parte es la Torá escrita, el Pentateuco, y la otra parte es la Torá oral. Todas las leyes descritas en la Torá escrita son consideradas solo como parte de una narrativa que describe cómo Dios impartió estas leyes al profeta Moisés, y le mandó transmitirlas al resto de la nación judía.
Sin embargo, a medida que aumentaron las persecuciones contra los judíos y que los detalles de la Torá oral estuvieron en peligro de ser olvidados, estas leyes orales fueron puestas por escrito por el rabino Yehudah Hanasí (Judá el Príncipe), alrededor del año 200 d. C., como la Mishná, que junto con la Guemará (comentarios rabínicos escritos en el curso de los tres siglos siguientes) componen el Talmud. La Guemará se originó en dos grandes centros de estudios judáicos, Palestina y Babilonia, y en consecuencia dos versiones se desarrollaron, dando como resultado dos Talmudes: la recopilación más antigua es llamada Talmud de Jerusalén y fue compilada probablemente alrededor del siglo IV d. C. en Siria Palestina. La segunda, el Talmud de Babilonia (o simplemente Talmud) se compiló hacia el año 500 d. C., aunque siguió editándose posteriormente. La palabra Talmud cuando se utiliza sin calificativos, suele referirse pues al Talmud de Babilonia. Este Talmud fue recopilado por academias talmúdicas (o academias gueónicas), que se convirtieron el centro del conocimiento judío y el desarrollo de la Halajá (ley rabínica) desde aproximadamente el año 589 hasta el 1038 d. C. en lo que se llama «Babilonia» en las fuentes judías, en el momento también conocida como Asuristán (bajo el Imperio sasánida) o Irak (bajo el califato musulmán abasida), principalmente entre los ríos Tigris y Éufrates, entre las ciudades de Pumbedita y Sura.
Las academias talmúdicas (yeshivá) se convirtieron en una parte principal de la cultura y la educación judías, y los judíos siguieron estableciendo academias en Europa Occidental y Oriental, en el norte de África y, en siglos posteriores, en América y otros países del mundo donde vivían judíos en la diáspora. Una importante academia se fundó Cairuán (en la actual Túnez) en el siglo IX, en la que se escribieron los primeros comentarios no babilónicos sobre el Talmud de Babilonia, en el siglo X. Esta yeshivá tuvo un fuerte contacto con las academias babilónicas, y tras preguntar a éstas sobre los orígenes de la literatura rabínica la respuesta fue la famosa Carta de Sherira Gaon (987 d. C.), que constituyó la primera descripción extensa del desarrollo histórico de la doctrina rabínica y los principales escritos rabínicos. Todas las grandes ramas de la religión judía en la actualidad, derivan del judaísmo rabínico.
En la temprana Edad Media el reino Jázaro (en la estepa del Volga) adoptó el judaísmo como su religión oficial, pero aún se discute el alcance de esta conversión entre los pueblos sujetos al khan Jázaro.
La hegemonía del cristianismo en Europa significó numerosas persecuciones contra el pueblo judío, las cuales derivaron en frecuentes y reiteradas expulsiones. Muchas comunidades tuvieron que vivir en barrios segregados llamados guetos, pero también es cierto que en otros períodos gozaron de mayor tolerancia, sin ser nunca aceptados del todo.
Durante el Medievo, por más que se buscasen mercaderes de profesión, no se hallaba ninguno o más bien se hallaban únicamente judíos. Solo ellos, a partir de la época carolingia, practicaban con regularidad el comercio, hasta tal punto que en el idioma de aquel tiempo, las palabras judaeus y mercator eran casi sinónimos. Unos cuantos se establecieron en el sur de Francia, pero la mayoría venía de los países musulmanes del Mediterráneo, desde donde se trasladaron, pasando por España, al occidente y Norte de Europa. Todos ellos eran radhanitas, perpetuos comerciantes viajeros, merced a los cuales se mantuvo el contacto superficial con las religiones orientales.
El comercio al que se dedicaron fue exclusivamente de especias y telas preciosas, que transportaban trabajosamente desde Siria, Egipto y Bizancio hasta el Imperio carolingio. Los mercaderes judíos se dirigían a una clientela muy reducida. Las utilidades que realizaron debieron ser muy importantes, no obstante se debe considerar que su papel económico no llegó a ser trascendental.
En el mundo musulmán, a pesar de algunos episodios de persecución y matanzas (sobre todo en el primer siglo de expansión del islam), los judíos fueron tolerados por ser uno de los «Pueblos del Libro» –a cambio del pago de importantes tributos y de numerosas restricciones–, llegando a ocupar en algunos casos altos puestos en la administración califal tanto en Damasco como en Bagdad y en Córdoba. Sin embargo, que fueran tolerados no les libró nunca de su condición legal de dhimmies, lo cual los condenaba a numerosas discriminaciones y a una situación de sumisión.
Los judíos españoles, conocidos como sefardíes, fueron obligados a convertirse al cristianismo o ser expulsados en 1492 de los reinos de Castilla y Aragón mediante el Edicto de Granada. Muchos encontraron refugio en el Imperio otomano; incluso hoy en día viven en ciudades como Estambul o Esmirna judíos sefardíes que conservan el español medieval como su lengua.
No existió otro Estado judío en Israel hasta 1948, cuando fue declarada finalmente su independencia.

### Historia bíblica
La historia judía se remonta a las viejas tradiciones bíblicas. Cuando el arca de Noé encalló en el monte Ararat, los hijos de Noé (Sem, Cam y Jafet) dieron origen, respectivamente, a los semitas del Próximo Oriente, a los camitas de África y a los jafetitas del resto del mundo.
Abraham, padre de los judíos, al recibir de Yahvéh la orden de asentarse en la tierra de Canaán, se puso en camino inmediatamente, partiendo de su patria, Ur, de los caldeos (Mesopotamia). Abraham, su hijo Isaac y su nieto Jacob fueron pastores nómadas.
Sus descendientes se vieron empujados por el hambre a la tierra de Gosén, en el delta del río Nilo. Pero el faraón de Egipto, viendo que aumentaban imparablemente y se hacían poderosos, los redujo a la esclavitud. Con Moisés ungido como líder y legislador, el pueblo elegido por Dios se dirigió hacia Canaán, la tierra prometida.
La dramática marcha desde Egipto a través del mar Rojo y la peregrinación de 40 años por el desierto son hitos importantes en la historia del pueblo israelita. Los judíos, una vez conquistada la ciudad de Jericó, se establecieron en la zona agrícola de Canaán, tierra de la cual en la Biblia se dice que «manaba la leche y la miel».
Una vez establecidos en Israel, la tierra fue dividida entre las doce tribus: Aser, Neftalí, Manasés, Zabulón, Isacar, Gad, Efraín, Dan, Benjamín, Rubén, Judá y Simeón.
Con el tiempo se pasó de una teocracia a una forma de gobierno monárquica, y fueron los reyes más famosos de la época Saúl, David y su hijo Salomón, con su capital en Jerusalén. Después del reino de Salomón, la nación se dividió en dos reinos: el reino de Israel en el norte y el reino de Judea en el sur, donde los judíos toman su nombre.

## Libros
- El Tanaj, aquella parte de la Biblia llamada Antiguo Testamento por los cristianos, se compone de 24 libros:
  - La Torá (literalmente, ‘la doctrina’),o Pentateuco o cinco primeros libros de la Biblia de los cristianos, considerada de origen divino, y denominada por la tradición como «Torá Escrita» (Torá she-bijtav - תורה שבכתב);
  - Los Neviim o Libro de los Profetas.
  - Los Ketuvim (literalmente, ‘los escritos’).
- La Mishná, recolección de las tradiciones orales y exégesis de la Torá, entregadas según la creencia directamente a Moisés por Yaveh en el Monte Sinaí, transmitidas oralmente de generación en generación, y compiladas al cabo de los siglos por el rabino Yehuda Hanasí, en el siglo II.
- El Talmud o Guemará, formado por un voluminoso corpus de interpretaciones y comentarios atribuidos a los amorreos, estudiosos que vivieron en el siglo II, posteriores a la edición de la Mishná. Comúnmente, por Talmud se entienden también a los comentarios posteriores cuyo origen remonta a la medievales, entre los que destaca Rabí Shelomó Yitzjaki («Rashi», por sus iniciales en hebreo).

En la Edad Media surgen dos obras consideradas el centro de la literatura halájica:
- El Shulján Aruj, compilación y codificación de toda la Halajá por temas, obra del rabino Yosef Karo de Safed en el siglo XVI, cuya normatividad es aceptada prácticamente por la totalidad de los judíos.
- El Mishné Torá de Maimónides, llamado en hebreo Moshé Ben Maimón (o incluso Rambam, por sus iniciales). Los judíos yemenitas prefieren a este último antes que al Shulján Aruj.

Cabe destacar también la importancia para la Cábala judía de:
- El Zóhar («libro del esplendor») de temática mística escrito por el rabino Shimon bar Yojai (o Rashbi, por sus iniciales en hebreo).
- El Séfer Ietzirá («libro de la formación») sobre esoterismo atribuido al rabino Akiva ben Iosef.

## Demografía
Según el profesor Sergio Della Pérgola, experto en demografía del pueblo judío de la Universidad Hebrea de Jerusalén, en 2001 vivían en el mundo 13 200 000 judíos, de los cuales 4,9 millones residían en Israel (aproximadamente un 37 % del total), mientras que los restantes 8,3 millones lo hacían en la diáspora, el nombre dado por los judíos a la comunidad judía fuera de Israel.
La mayor concentración de población judía se encontraba en Israel. El mayor núcleo urbano del mundo judío era el área metropolitana de Gush Dan —o el Gran Tel Aviv—, con 2,5 millones, a la que seguían Nueva York, con 1,9 millones; Haifa, con 655 000; Los Ángeles, con 621 000, Jerusalén, con 570 000 y el sudeste de Florida con 514 000 judíos (datos de 2001).
En 2010, según The Jewish Population of the World, cuya fuente es el American Jewish Year Book y el North American Jewish Databanka de la Universidad de Connecticut, la cifra era de 13 430 000 judíos en el mundo. En América residían alrededor de 6 039 600 (5 275 000 en Estados Unidos), en Asia alrededor de 5 741 500 (5 703 700 en Israel), en Europa aproximadamente 1 500 000, en Oceanía 115 100 y en África 76 200. Son cifras que cambian permanentemente.

## Festividades judías

### Días del arrepentimiento (o del perdón)
- Rosh Hashaná (‘Año Nuevo’), 1 y 2 de Tishrei (primer mes del calendario hebreo).
- Yom Kipur (‘Día del Perdón’), 10 de Tishrei.

### Las fiestas de peregrinación y fiestas de liberación
- Sucot, «Fiesta de las Cabañas» o de los «Tabernáculos», del 15 al 22 de Tishrei.
- Shavuot, fiesta de la entrega de la Torá, 6 de Sivan.
- Pésaj, la fiesta de los panes ázimos, 15 de Nisán.
- Purim, 14 de Adar.

### Festividades que no aparecen en la Torá
- Jánuca, «Fiesta de las Luminarias», del 25 de Kislev al 2 (o 3) de Tebet.
- Tu B'shvat, «Año Nuevo de los Árboles», 15 de Shevat.
- Lag Baómer, 18 de Iyar.

### Conmemoraciones que no aparecen en la Torá
- TiSha Be'av, «Destrucción del templo», 9 de Av.

### Días de ayuno
- Ayuno de Guedaliá, Tsom Guedaliá, 3 de Nizan.
- Ayuno del 10 de Tebet, Tsom asará betebet, 10 de Tebet.
- Ayuno de Ester, Ta'anit Ester, 13 de Adar.
- Ayuno del 17 de Tamuz, Tsom shiv'á asar betamuz, 17 de Tamuz.
- Ayuno del 9 de Ab, Tsom tish'á be'av, 9 de Ab.
- Ayuno de Yom Kippur, Ayuno del 10 de Tishrei.

### Conmemoraciones modernas
- Yom Hashoá, día de duelo por las víctimas del Holocausto, 27 de Nizan.
- Yom Hazikarón, día de duelo por los caídos en las guerras, 4 de Iyar.

### Festividades modernas
- Yom Yerushalayim, día de la reunificación de Jerusalén, 28 de Iyar.

## Sinagogas
Desde el año 70 de nuestra era, fecha en la que el Imperio romano destruyó el Segundo Templo de Jerusalén, la sinagoga pasó a ser el lugar de preferencia para el culto, aunque el judaísmo no emite una preferencia sobre un lugar específico para dicha actividad. En hebreo, la sinagoga se llama Bet Haknéset (בית הכנסת) o «lugar de reunión».
Los varones, al entrar a la sinagoga, generalmente se ponen una kipá o yarmulke sobre su cabeza. También se acostumbra utilizar espacios normalmente destinados al estudio para la oración. A los miembros del clero judío se les llama rabinos o dayanim.

## Corrientes del judaísmo
El judaísmo no es una religión monolítica ni presenta una absoluta cohesión ni unidad. Los judíos reformistas, ortodoxos y conservadores (masortíes) mantienen unos con otros relaciones, no siempre cordiales, pero están organizados en grupos completamente autónomos. Las diferencias entre los judíos ortodoxos y no ortodoxos, o practicantes y no practicantes según los ortodoxos, se considera una amenaza a largo plazo a la estabilidad del estado de Israel, donde la mayoría es no practicante pero el poder político y religioso está en manos de los ortodoxos.[cita requerida]
Esas tres ramas principales del judaísmo se vinculan a través de la tradición rabínica de la Edad Media y del Talmud, aunque la importancia que prestan a dicha tradición varía de uno a otro. Los tres grupos provienen del tronco común de los fariseos, quienes al principio de la era cristiana representaban la tendencia más numerosa en el seno del judaísmo. Aún hoy en día, existen algunos samaritanos y caraítas, disidentes desde el punto de vista de la ortodoxia rabínica, en Medio Oriente.

### Judaísmo rabínico
El judaísmo rabínico ha sido la forma principal del judaísmo desde el siglo VI, como resultado de la codificación del Talmud de Babilonia. En un principio, surgió a partir de los fariseos y sus creencias. Posteriormente, los principios rabínicos se basaron en la creencia de que en el Monte Sinaí, Moisés recibió de Dios la Torá escrita (el Pentateuco), además de una explicación oral, conocida como la Torá oral (la Mishná), transmitida por Moisés a su pueblo.
El judaísmo rabínico engloba las principales corrientes del judaísmo como el ortodoxo, conservador, reformista y reconstruccionista.

### Judaísmo ortodoxo

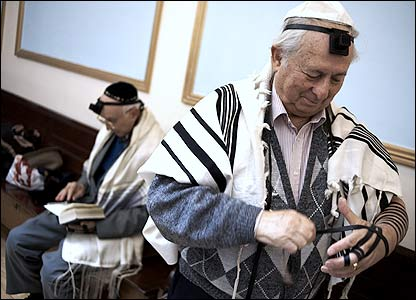
Judío ortodoxo provisto de kipá, talit gadol y tefilín, preparándose para un servicio en una sinagoga.

El judaísmo ortodoxo es una de las ramas de la religión judía en la actualidad, junto con el judaísmo reformista y el judaísmo conservador (masortí). Se distingue de ellas por su adhesión rigurosa a la Halajá. Carece de una autoridad doctrinal central permitiendo cierta variación en la práctica. Afirma que la festividad de pésaj, el shabat (sábado) y todos los preceptos de la Torá (tanto la escrita como la que llaman parte «torá oral»), fueron entregadas por Dios mismo a Moisés hace más de 3323 años en el Monte Sinaí. Creen que Moisés a su vez enseñó estas leyes a todo el pueblo israelita, que como una sola entidad aceptó cumplirlas antes de saber en qué consisten o el porqué de cada una de ellas, con una disposición única de entidad indivisible. De acuerdo con su actitud hacia la cultura contemporánea, el judaísmo ortodoxo se divide informalmente en judaísmo ortodoxo moderno, que busca adecuar hasta algún punto sus prácticas y estudios a la situación social contemporánea, aunque es firme con respecto a la halajá, el sionismo religioso que liga el judaísmo ortodoxo con el sionismo y el judaísmo haredí, que rechaza toda innovación que sus líderes consideren contraria al espíritu de la Torá.
El judaísmo ortodoxo nació como respuesta adversa al crecimiento del judaísmo reformista en la Alemania del siglo XIX. Este se guía principalmente por la Halajá o ley judía especificada en el Talmud y codificada en el Shulján Aruj. Estos a su vez se basan en la Torá. Considera que las leyes fueron entregadas no solamente a esta generación, sino también dirigidas a todos sus descendientes, y contienen en sí todas las facetas que se puedan pensar que requieran su aplicación.
En el judaísmo ortodoxo, no se acepta como judío a aquel que se haya convertido al judaísmo por otras reglas que las de la Halajá. El rabino ortodoxo es el único que puede celebrar un matrimonio -religioso- en Israel (y no casará a judío con no judío).

#### Creencias
El judaísmo ortodoxo basa sus creencias en los trece principios de fe de Moisés Maimónides. Sus principios son:
- La existencia de Dios
- La eternidad, la singularidad y la unidad de Dios
- La naturaleza espiritual y abstracta de Dios
- Solo a Él y no a otro se deben dirigir nuestras oraciones
- Moisés es el mayor y principal profeta
- Dios entregó la Torá en el monte Sinaí y no puede ser cambiada
- Dios conoce los futuros actos humanos
- Dios recompensa la bondad y castiga la maldad
- Dios mandará a un Mesías
- Dios resucitará a los muertos

### Judaísmo ultraortodoxo
También conocido como haredí (los que tiemblan ante Dios), si bien es una corriente interna del judaísmo ortodoxo, presenta dos diferencias doctrinales con el ortodoxo, una práctica especialmente devota, y su distanciamiento del sionismo. Tiene dos grandes subdivisiones:

#### Jasidismo

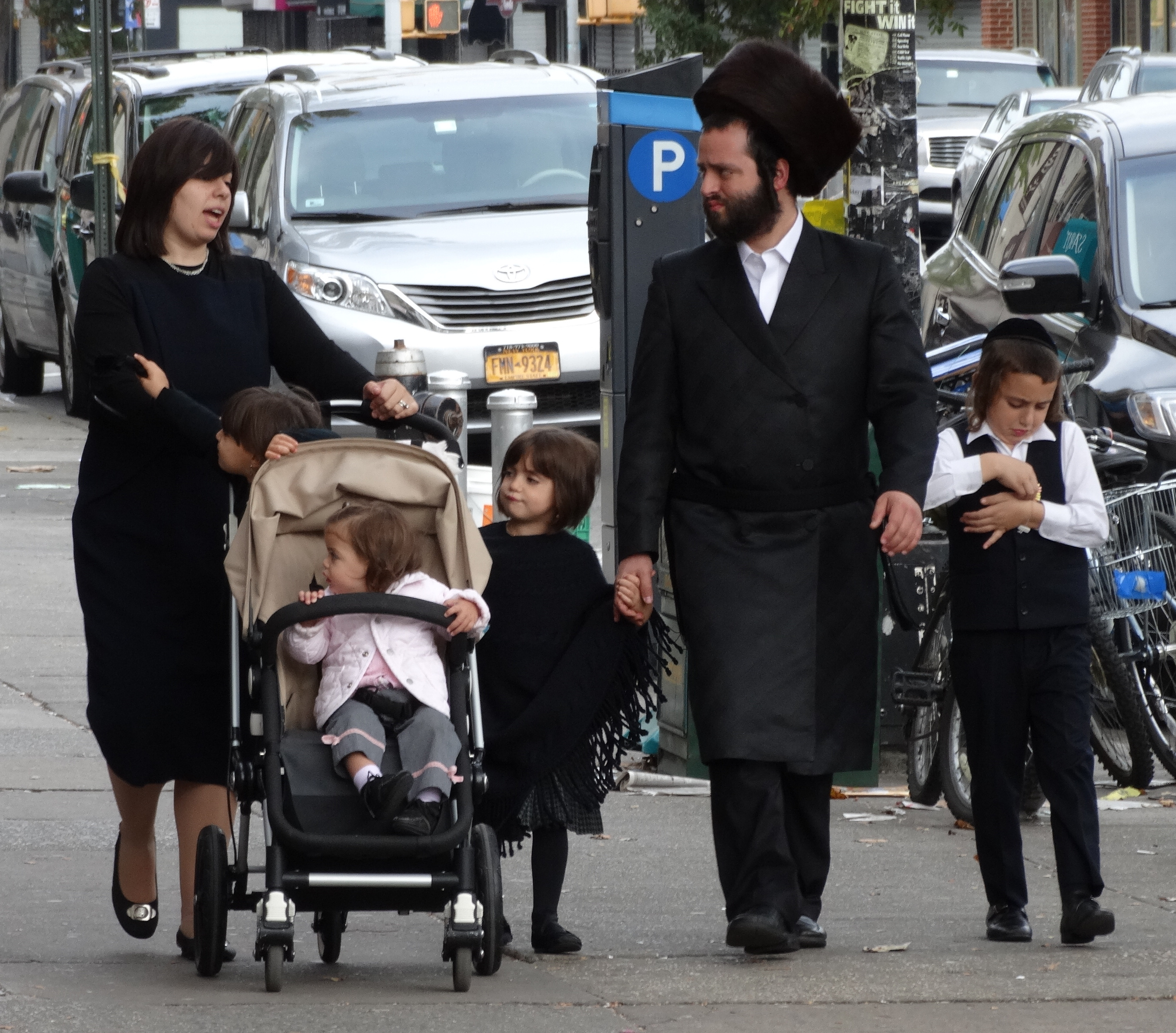
Familia jasídica en Borough Park, Brooklyn. El hombre lleva un shtreimel y un bekishe o un rekel. La mujer lleva una peluca, llamada sheitel, ya que según la ley judía, tiene prohibido mostrar su cabello a nadie después del matrimonio.

El judaísmo jasídico es un movimiento ultraortodoxo. El jasidismo fue creado en Polonia a principios del siglo XVIII. Su fundador fue el rabino Israel ben Eliezer, también conocido como el «Baal Shem Tov». Los seguidores del jasidismo desearon crear un judaísmo más alegre y menos académico. Actualmente están divididos en múltiples tendencias.
Los jasídicos se divide en varias dinastías, entre las más populares se encuentran Jabad y Breslev: El movimiento de los Jabad-lubavitchers se distingue por sus esfuerzos para atraer a los judíos, sobre todos a los no practicantes, a la variedad del judaísmo que para ellos es la única auténtica, y por su expansión geográfica para conseguir este fin. Tienen representación en más de 1000 ciudades en 80 países, y constituyen la organización judía más extendida en el mundo. Por otro lado, el movimiento Breslev, sigue las enseñanzas de Rabí Najman, poniendo gran énfasis en servir a Dios a través de la sinceridad del corazón y la alegría. Otra enseñanza principal es respecto a la emuná (fe) como un medio para la teshuvá (arrepentimiento) y que todo judío en cualquier nivel del servicio divino debe anhelar constantemente regresar a Dios, sin importar qué tan alto o bajo esté situado en el escalón espiritual, así como la práctica de meditación u oración no estructurada denominada hitbodedut (literalmente, ‘autoaislamiento’).

#### Mitnagdismo
También ultraortodoxos, los mitnagdím (del hebreo: מתנגדים, ‘oponentes’), por el contrario, rechazan algunas posturas del jasidismo, como el estudio intensivo de la parte oculta de la Torá. Es una corriente más unificada.
Los ultraortodoxos, por su casi inexistente matrimonio fuera de su misma variedad del judaísmo, y por sus grandes familias, están en auge demográfico.

### Judaísmo conservador (Masortíes)
También conocido como judaísmo masortí o tradicionalista (del hebreo: מסורת, ‘tradición’). Este movimiento se formó en los Estados Unidos a través de la fusión de dos grupos distintos: los reformistas y los ortodoxos. Enfatizan que los judíos constituyen una nación (Am Israel), pero que esta no puede identificarse, en su totalidad, con el estado de Israel.
Los conservadores no siguen la ley judía en su totalidad, sino que se inclinan hacia interpretaciones más abiertas al mundo moderno, no siempre basada en la opinión mayoritaria de los sabios (talmidim o jajamim).

### Judaísmo reformista

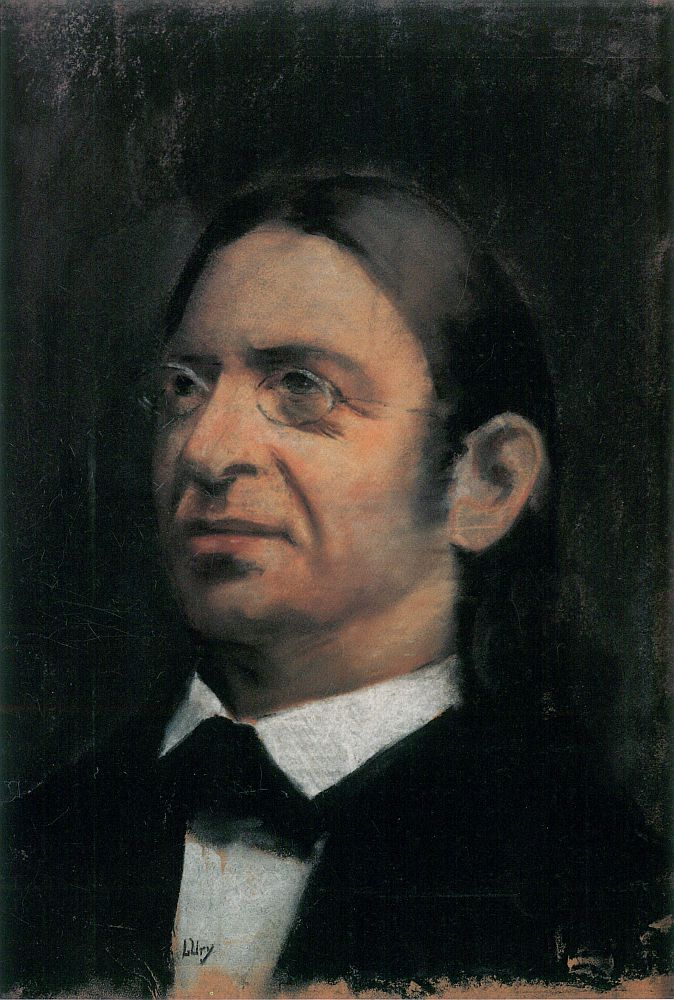
Rabino Abraham Geiger (1810-1874). Considerado el «padre» del judaísmo reformista.

El judaísmo reformista (en hebreo: יהדות רפורמית) es una de las grandes ramas de la religión judía (Judaísmo Rabínico) en la actualidad, de origen ashkenazí, junto con el judaísmo ortodoxo y el judaísmo conservador (masortí). El judaísmo reformista (también llamado progresista o progresivo) defiende la autonomía individual en lo relativo a la interpretación de los preceptos religiosos (en hebreo: מצוות, mitzvot).

#### Principios del reformismo
No pretenden ser dogmáticos:
- La existencia, la singularidad y la unidad de Dios.
- La eternidad y la naturaleza espiritual de Dios.
- La Torá fue inspirada y es progresivamente revelada por Dios.
- La propagación del monoteísmo ético.
- La ciencia (תורה ומדע) deberá ser parte de la guía para un reformismo sistemático, que enfoque a la humanidad como primer objetivo. Basado en el racionalismo de Maimónides o Rambam (del acrónimo hebreo: רמב"ם).
- La afirmación de los tres pilares del Judaísmo: Dios, la Torá e Israel.
- La adaptación y respuesta del Judaísmo a los desafíos de la actualidad, como siempre lo ha hecho para poder sobrevivir. El Judaísmo ha de ser purificado y la maleza recortada.
- La llegada de la era mesiánica es responsabilidad de todos; judíos y no judíos.

#### Planteamientos
- Adhesión exclusiva a la Torá y al resto del Tanaj como escritura inspirada por Dios. También son consultadas las obras de la literatura rabínica llamada Torá «oral», a saber Mishná y Guemará (Talmud), el Midrash y la literatura medieval como el Mishné Torá. De igual modo se tratan con alta valoración (y de uso constante e indispensable) la Responsa y el Sidur (libro judío de oraciones). Para los reformistas la «torá oral» (y por ende la Halajá), aunque es reconocida como parte de los «textos sagrados» junto al Tanaj,[31] no es considerada como «revelación divina», sino más bien como un conjunto de opiniones y reflexiones inspirados en la Torá «escrita» en muchos casos, con un alto grado pureza ética la cual contribuyó a sus pensadores y autores a buscar una íntima aproximación a Dios, pero no tiene un origen necesariamente divino. Por lo tanto el reformismo considera equivocados a los movimientos que le conceden autoridad definitiva a la halajá tradicional o que alegan que su abordaje sobre la halajá es la única o más auténtica expresión del Judaísmo. La Torá «escrita» (la única existente para el reformismo) es tratada como revelación progresiva o «documento vivo».

- Rechazo de la segregación sexual y defensa de los derechos de la mujer.[32] Hombres y mujeres rezan en las sinagogas reformistas de manera conjunta. El reformismo fue el primer movimiento en comenzar la ordenación (en hebreo: סמיכה) de mujeres rabinos.

- Ausencia de integrismo en su interpretación de los preceptos religiosos. Dichos preceptos fueron escritos por personas influidas por su sociedad, y no debe realizarse una interpretación literalista, sino adecuada al contexto.

- Firme compromiso con la justicia social y la reparación del mundo. (Tikún Olam).

- Consideración del Mesías judío como símbolo de una sociedad idílica (Era Mesiánica) en la que se cumplen los principios de paz y fraternidad, y no como una persona individual que instaurará dicho orden.

### Judaísmo reconstruccionista
Al igual que el judaísmo reformista, no sostiene que la halajá, como tal, requiera observancia, pero a diferencia de la reforma, el pensamiento reconstruccionista enfatiza el papel de la comunidad al decidir qué observancias seguir. A veces se reconoce como la cuarta corriente principal del judaísmo (junto con los ortodoxos, conservadores y reformistas).

### Noajismo

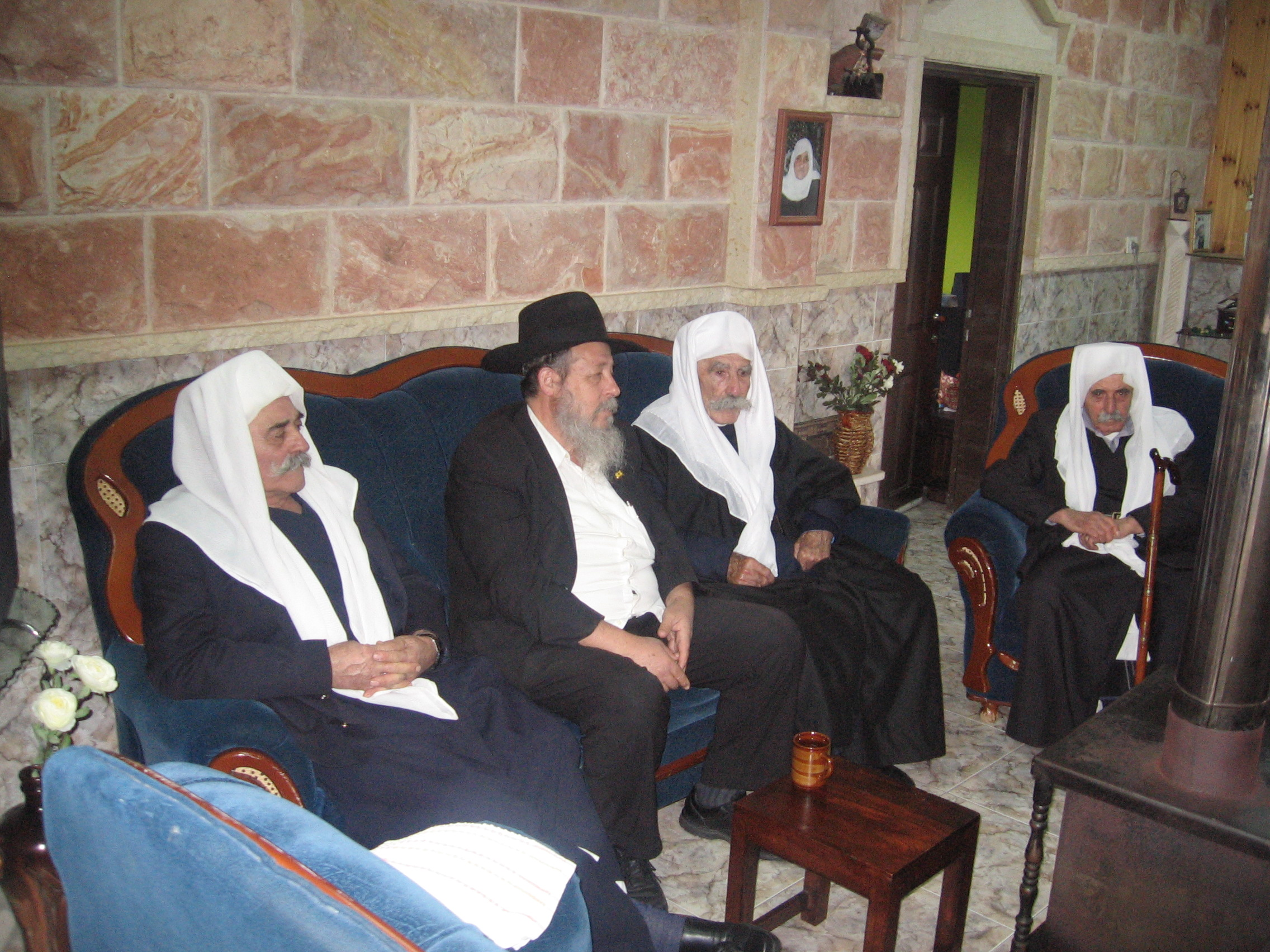
Judio ortodoxo de Jabad conversando sobre las leyes de Noé con líderes drusos.

El noajismo es un movimiento religioso del judaísmo rabínico para no-judíos, que establece como premisa fundamental la observancia de las Siete leyes de Noé, que según sus seguidores y las principales corrientes del judaísmo rabínico, fueron entregados por Dios a toda la humanidad.
Según la halajá, los no-judíos (gentiles) no están obligados a convertirse al judaísmo, pero sí a observar las Siete Leyes de Noé para tener asegurado un lugar en el Mundo Venidero (Olam Ha-Ba), la recompensa final de los justos. La pena divinamente ordenada por violar cualquiera de las Leyes de Noé se analiza en el Talmud, pero en términos prácticos está sujeta al sistema legal vigente establecido por la sociedad en general. Aquellos que suscriben la observancia del Pacto de Noé se conocen como B'nei Noaj (del hebreo: בני נח, ‘Hijos de Noé’) o noájidas. Durante las últimas décadas, tanto los noájidas como los judíos ortodoxos han establecido organizaciones de apoyo en todo el mundo.
Existen dos concepciones sobre los noájidas en el judaísmo:
1. Consiste en observar solo las siete leyes de Noé, los demás mandamientos no se aplican a ellos (este es el punto de vista del movimiento Jabad, como el rabino Moishe Weiner. Esto significa que los noájidas no puede observar Sabbat, estudiar Torá (excepto lo relativo a los siete preceptos), etc.[35][36]
2. Consiste en unirse plenamente al judaísmo como religión, sin convertirse en parte del pueblo judío, aprender de los judíos y juntos fortalecer el mundo. Además de aceptar sobre sí mismos las siete leyes obligatorias, si lo desean, también puede cumplir el resto de los mandamientos judíos, incluido el estudio de la Torá, el Sabbat, las festividades, etc. Este punto de vista lo sostienen, por ejemplo, el rabino Yoel Schwartz y el rabino Uri Sherki.[37]

Durante las últimas décadas organizaciones de judíos ortodoxos de Jabad y Breslev, también organizaciones religiosas sionistas, incluido el Instituto del Templo han empezado a difundir las siete Leyes de Noé, así como brintar tutoria a las comunidades noajidas que se han ido conformando en todo el mundo.

### Judaísmo caraíta
El caraísmo es una corriente religiosa del judaísmo, conocida por ese nombre, que proviene del término hebreo Quraim (קראית, ‘lectores’) y, que también es designada como Bené mikrá (‘seguidores de la Escritura’), que reconocen la Tanaj como única máxima autoridad, en oposición a los Bene mishnah, seguidores de la tradición. Proclama el derecho de todo judío a estudiar las Escrituras Hebreas de un modo libre, sin tener en cuenta la interpretación rabínica ni el Talmud; debido al énfasis que le daban a las Escrituras, se les llamó desde el siglo VIII Qara'ìm.

### Judaísmo etíope (Haymanot)

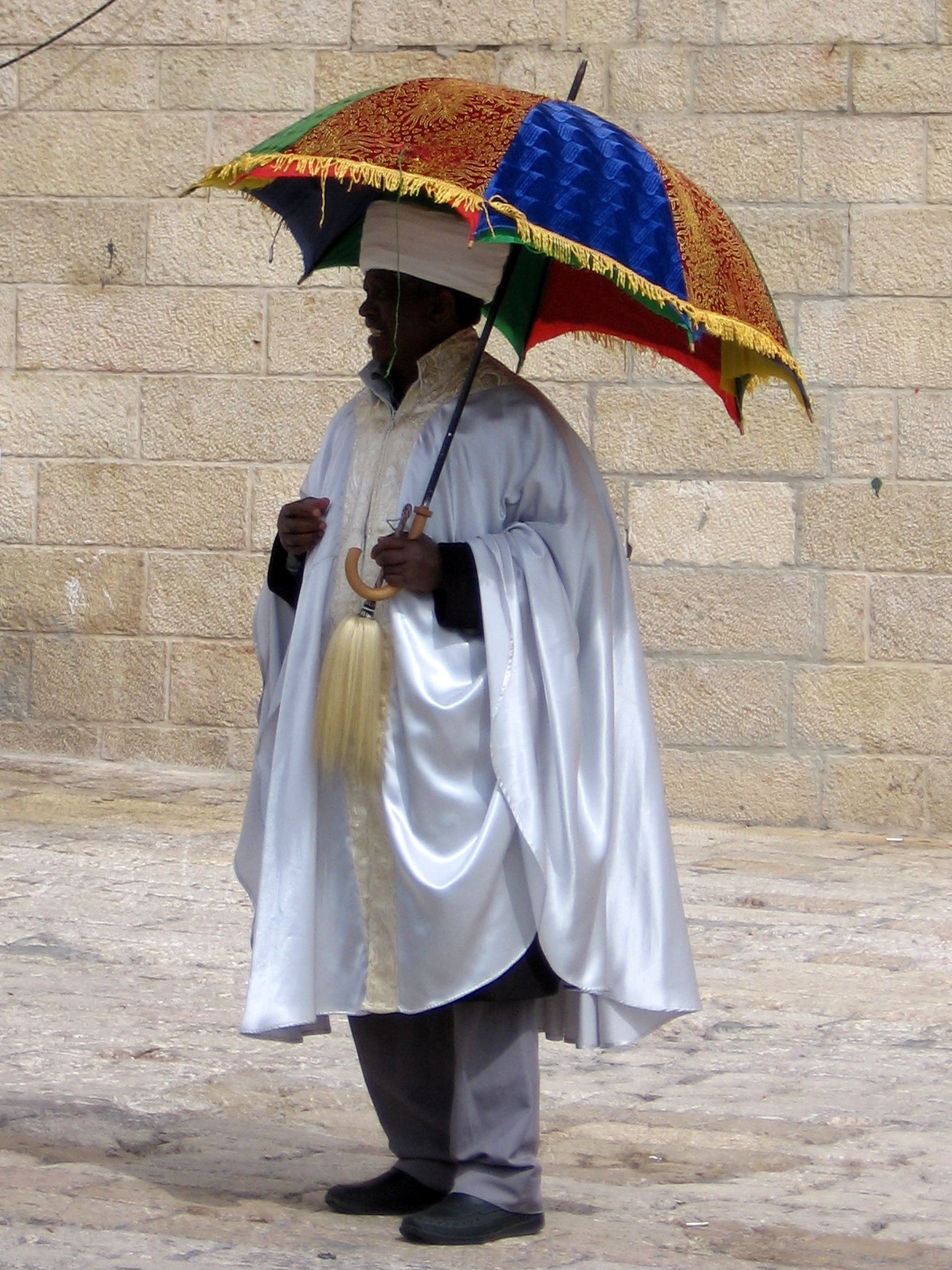
Judio de origen etiope en el muro occidental.

Haymanot (‘religión’ en ge'ez y amárico) se refiere al judaísmo practicado por los judíos etíopes, conocidos como Beta Israel. Esta versión del judaísmo difiere sustancialmente de los judaísmo rabínico, caraíta y samaritano, ya que los judíos etíopes se separaron antes de sus correligionarios. Las escrituras sagradas (el Orit) están escritas en ge'ez, no en hebreo, y las leyes dietéticas se basan estrictamente en el texto del Orit, sin explicación de comentarios auxiliares. Los días festivos también difieren, con algunos días festivos rabínicos que no se observan en las comunidades judías etíopes y algunos días festivos adicionales, como Sigd.

### Judaísmo secular
Los judíos seculares son aquellos que pertenecen al pueblo judío por ascendencia familiar, en concordancia con las leyes del judaísmo, sin embargo se esfuerzan poco o nada por practicar las leyes judías. La mayoría de los judíos seculares son indiferentes al judaísmo, el cual forma parte relativamente pequeña de su identidad. Esto último los diferencia de los judíos humanistas seculares. En hebreo, principalmente en Israel, a los judíos seculares se los conoce como jilonim (en hebreo: חילונים‎), en singular jiloní (חילוני).

#### Judaísmo humanista secular
El judaísmo humanista secular es una corriente que ve al hombre como centro del mundo y de la vida judía, a diferencia de las otras corrientes que subrayan la centralidad de Dios. Para los judíos humanistas seculares la religión y sus leyes no necesariamente deben regir el comportamiento del individuo. Esta corriente destaca los valores humanistas universales, que se basan históricamente en las fuentes judías. Los distintos libros del judaísmo son remarcados como fuentes de inspiración para los conceptos de libertad, justicia, justicia social, solidaridad, respeto y ayuda al prójimo, tolerancia y demás.
Esta corriente, al igual que la reforma, es uno de los intentos de adaptar el judaísmo y compatibilizarlo con las distintas posibilidades de identidades seculares y nacionalistas, que surgen como consecuencia de la Revolución francesa.

## Divisiones étnicas
Los principales grupos dentro del pueblo judío moderno son: los asquenazíes, cuya lengua típica es el yidis, los sefardíes, cuya lengua típica es el ladino, y en menor medida, los mizrajíes, cuya lengua es en muchas ocasiones el árabe y los beta Israel cuya lengua típica es el ge'ez. Estas lenguas se usan además del hebreo, que es la lengua principal para los rezos, la escritura y la lectura del pueblo judío.